# أتيلا مولر
أتيلا مولر (بالمجرية: Müller Attila)‏ (و. 1981 – م) هو ممثل، وعارض، من المجر.

## وصلات خارجية
- أتيلا مولر على موقع IMDb (الإنجليزية)
- أتيلا مولر على موقع ألو سيني (الفرنسية)
- أتيلا مولر على موقع أول موفي (الإنجليزية)
- أتيلا مولر على موقع قاعدة بيانات الفيلم (الإنجليزية)
- أتيلا مولر على موقع كينوبويسك (الروسية)